# Hullahalli
Hullahalli är en ort i Indien.   Den ligger i distriktet Mysore och delstaten Karnataka, i den södra delen av landet, 1 800 km söder om huvudstaden New Delhi. Hullahalli ligger 676 meter över havet och antalet invånare är 8 278.
Terrängen runt Hullahalli är huvudsakligen platt. Hullahalli ligger nere i en dal som går i öst-västlig riktning. Runt Hullahalli är det tätbefolkat, med 442 invånare per kvadratkilometer. Närmaste större samhälle är Nanjangūd, 14,4 km öster om Hullahalli. Trakten runt Hullahalli består till största delen av jordbruksmark.